# Сасквеганна (річка)

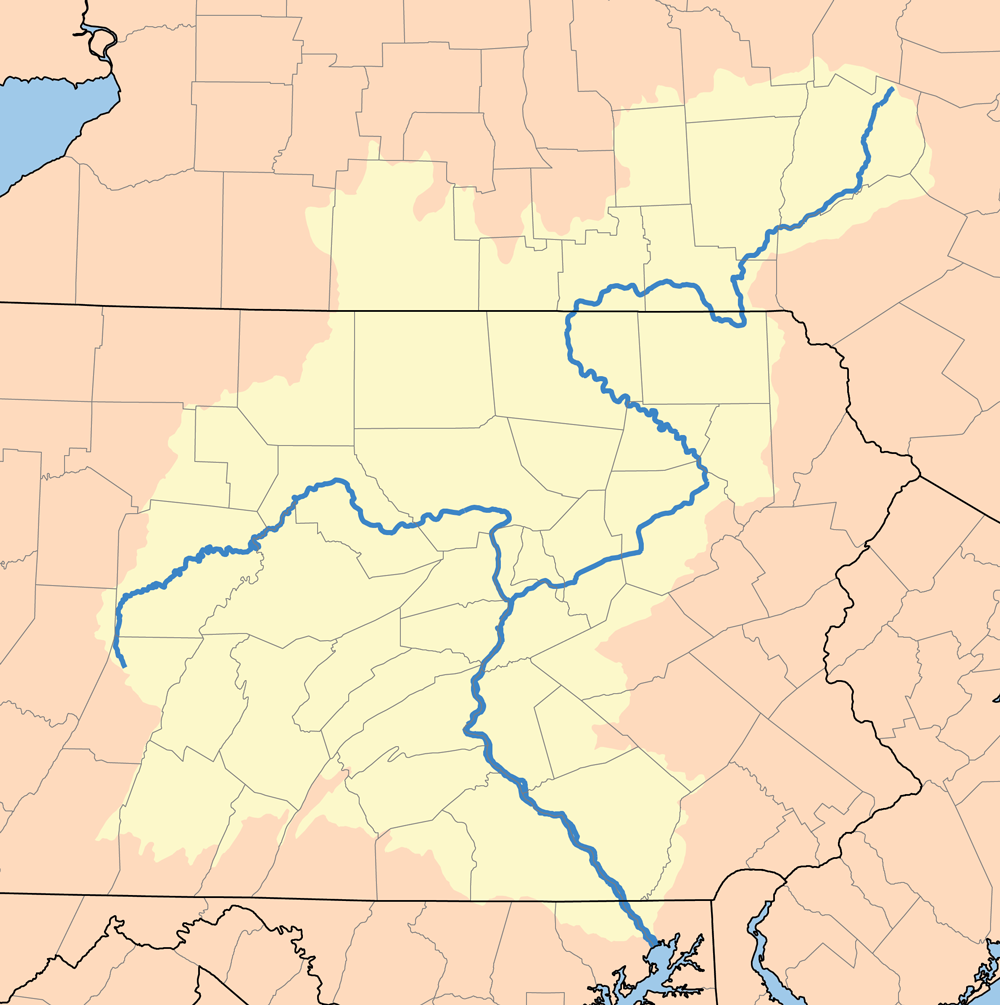
Басейн Сасквеганни

Сасквеганна (англ. Susquehanna River, Ленапе Siskëwahane) — Річка в північно-східній частині США, найдовша серед північноамериканських річок, що впадають в Атлантичний океан між гирлом Святого Лаврентія і Міссісіпі і 16-а за довжиною серед річок США (715 км). Басейн річки площею 71225 км² покриває близько половини території Пенсільванії, а також частину штату Нью-Йорк і Меріленда.

## Опис
Річка утворюється злиттям Північної (вважається головним потоком, витік в озері Отсіго) та Західної Сасквеганни біля міста Нортумберленд у Пенсільванії.
Устя Сасквеганни у північній частині Чесапікської затоки ; власне, Чесапікська затока є естуарієм Сасквеганни, який затопило внаслідок підвищення рівня моря з кінця минулого льодовикового періоду.
Найбільша притока Сасквеганни — річка Джуніата (167 км).
На березі річки в штаті Пенсільванія розташовується три АЕС: Три-Майл-Айленд, Сасквеганна і Піч-Боттом.